# Хумппи, Юрий Ялмарович
Юрий (Ю́рье) Я́лмарович Ху́мппи (6 февраля 1909, Коккола, Вазаская губерния — 5 апреля 1978, Петрозаводск) — советский театральный актёр, Заслуженный артист Карело-Финской ССР (1951), Народный артист Карельской АССР (1959), Народный артист РСФСР (1966)..

## Биография
Выходец из крестьян. Семья эмигрировала в начале 1920-х годов из Финляндии в Канаду.
В начале 1930-х годов эмигрировал из Канады в СССР, работал на лесозаготовке в Карельской АССР.
С 1940 года — актёр Государственного Финского драматического театра в Петрозаводске.
Театрального образования не получил. За годы работы в театре создал галерею народных типов комического и трагического характера.
Театральные роли
- Кютюс («Мудрая дева» М. Лассила)
- Пенттула («Кража со взломом» Кант)
- Пелхё-Кустаа («На сплавной реке» Т. Паккалы)
- Тобиас («Сельские сапожники» Киви)
- Хиппо («Куллерво» Эркко по мотивам «Калевалы»)
- Пекка Эвастийна («Бабье лето» Лассилы)
- Хлестаков
- Пикалов («Любовь Яровая»)
- Фирс («Вишнёвый сад»)
- Счастливцев
- Трубач («Егор Булычёв и другие» М. Горького)
- Бублик («Платон Кречет»)
- Миллионерша («Четвёртый позвонок» М. Ларни)
- Гайльс Кори («Охота на ведьм» А. Миллера)

и другие.